# George Hope (Admiral)

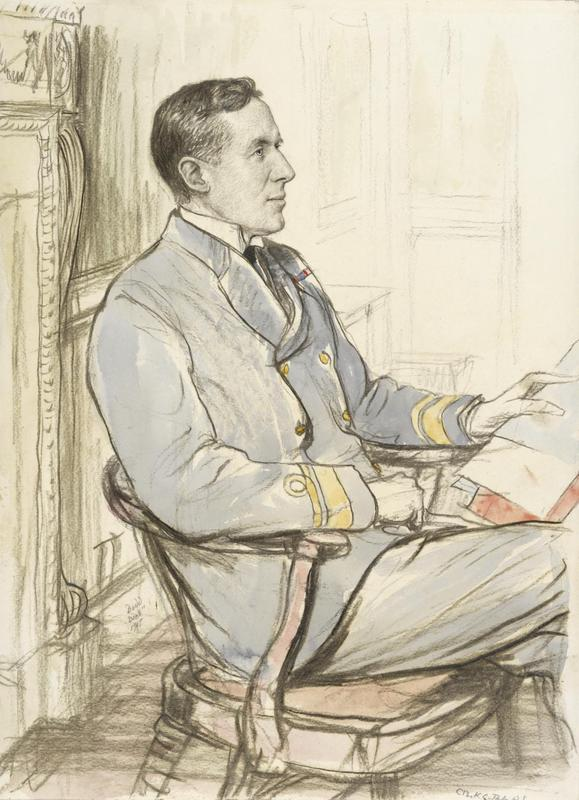
Konteradmiral Sir George Price Webley Hope (Zeichnung von Francis Dodd, 1917).

Sir George Price Webley Hope, KCB, KCMG (* 11. Oktober 1869; † 11. Juli 1959) war ein britischer Seeoffizier der Royal Navy, der unter anderem als Admiral zwischen 1923 und 1926 Präsident des Royal Naval College in Greenwich war.

## Leben

### Familiäre Herkunft, Offiziersausbildung und Schiffskommandant

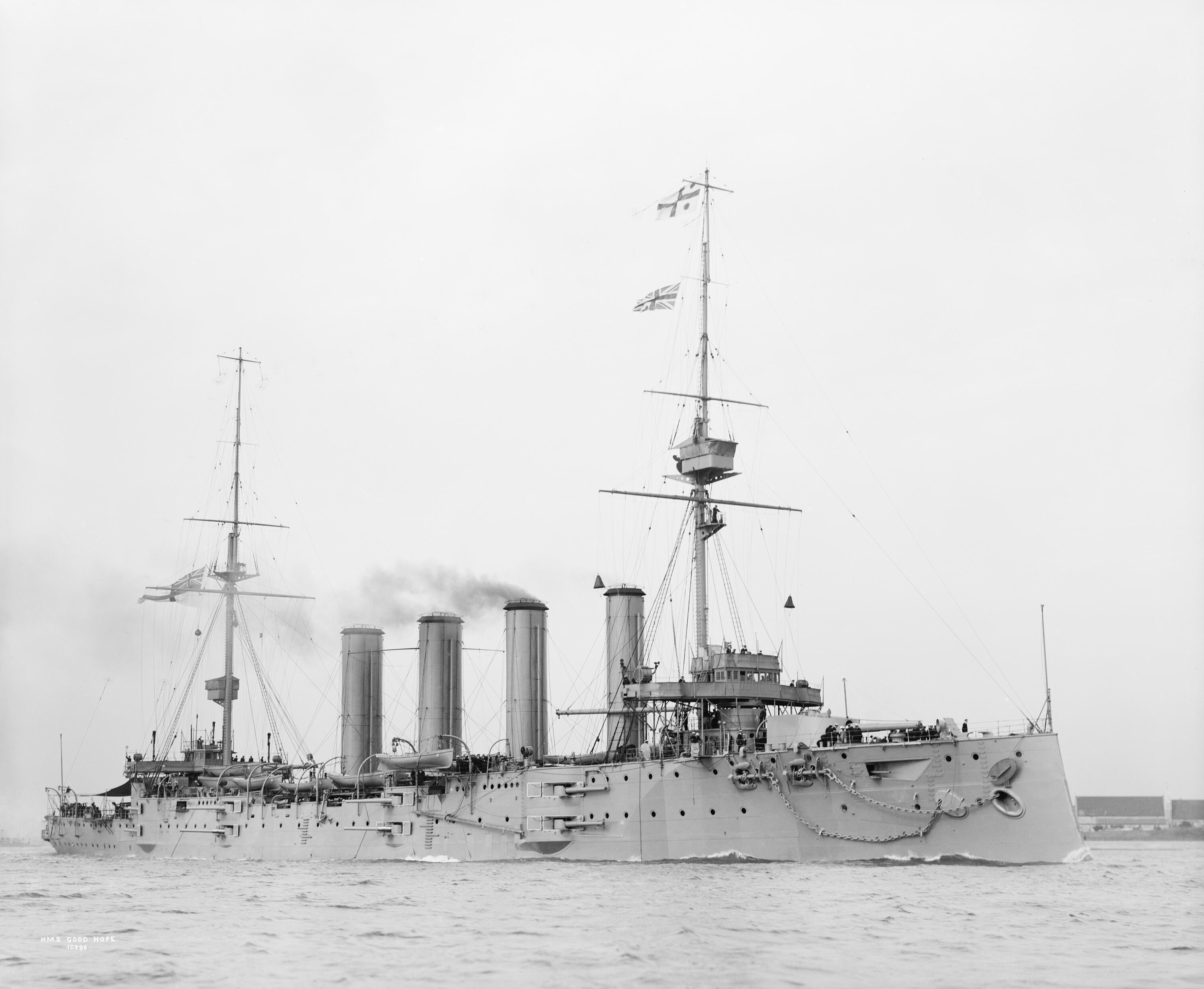
Kapitän zur See George Hope war unter anderem von 1905 bis 1907 Kommandant des Panzerkreuzers Good Hope.

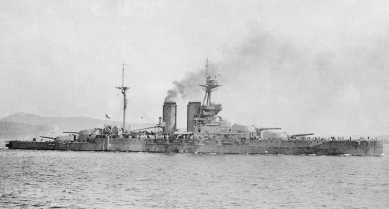
Kapitän zur See Hope war ferner zwischen 1914 und 1916 Kommandant des Schlachtschiffs Queen Elizabeth.

George Price Webley Hope war das vierte von acht Kindern von Konteradmiral Charles Webley Hope und dessen Ehefrau Ellen Evelyn Elizabeth Jordan. Zu seinen Geschwistern gehörten Charles William Webley Hope, der zeitweise High Sheriff der Grafschaft Cardiganshire war, William Henry Webley Hope, der als Oberstleutnant in der Royal Artillery diente, Adrian Victor Webley Hope, der als Oberst in der Britisch-Indischen Armee Dienst versah. sowie John Owen Webley Hope, der als Provinzkommissar in der Kolonie Kenia fungierte. Sein jüngster Bruder Herbert Willes Webley Hope war ebenfalls Admiral der Royal Navy. Bereits sein Großvater Charles Hope diente als Seeoffizier und war zuletzt Konteradmiral.
Er selbst trat als Seekadett (Cadet) in die Royal Navy ein und absolvierte eine Ausbildung zum Seeoffizier. Er fand nach Abschluss der Offiziersausbildung zahlreiche Verwendungen als Seeoffizier und Stabsoffizier. Er wurde am 11. Oktober 1889 zum Kapitänleutnant (Lieutenant) sowie am 20. Juni 1900 zum Fregattenkapitän (Commander) befördert. Nach seiner Beförderung zum Kapitän zur See (Captain) am 30. Juni 1905 war er zwischen Juli 1905 und Juli 1907 Kommandant (Commanding Officer) des Panzerkreuzers Good Hope. Im Februar 1908 übernahm er den Posten als Kommandant des Geschützten Kreuzers Terpsichore und behielt diesen bis März 1909. Anschließend war er von März 1909 bis März 1910 Kommandant des Einheitslinienschiffs Magnificent sowie zwischen März 1910 und März 1911 Kommandant des Einheitslinienschiffs Bulwark. Danach übernahm er im April 1913 den Posten als Kommandant des Schlachtschiffs Superb und hatte diesen bis Juli 1914 inne.

### Erster Weltkrieg und Aufstieg zum Admiral
Zu Beginn des Ersten Weltkriegs wurde Kapitän zur See George Hope im August 1914 Kommandant des Panzerkreuzers King Alfred, verblieb auf diesem Posten jedoch nur bis Oktober 1914. Daraufhin übernahm er im Oktober 1914 den Posten als erster Kommandant des Schlachtschiffs Queen Elizabeth und verblieb zwei Jahre lang in dieser Verwendung bis Dezember 1916. Die Queen Elizabeth, die am 19. Januar 1915 in Dienst gestellt wurde, war am 19. Februar 1915 an der Schlacht von Gallipoli beteiligt. Sie war Teil eines britisch-französischen Flottenverbandes, der die Aufgabe hatte, die türkischen Küstengeschütze zu vernichten. Der Angriff war jedoch wenig erfolgreich, da die Türken sich erbittert wehrten. Das Schlachtschiff wurde letztlich in die Nordsee zurückgerufen, verpasste aber die Skagerrakschlacht, die vom 31. Mai bis 1. Juni 1916 vor Jütland in der Nordsee stattfand. Am 5. März 1915 wurde er ferner zum Marineadjutanten (Naval Aide-de-camp) von König Georg V. ernannt und behielt diese Funktion bis 1917. Am 1. Januar 1916 wurde er Companion des Order of the Bath (CB). Im weiteren Kriegsverlauf war er zwischen Dezember 1916 und Juni 1917 Leiter der Abteilung für Operationen der Marine im Kriegsstab der Admiralität (Admiralty War Staff).

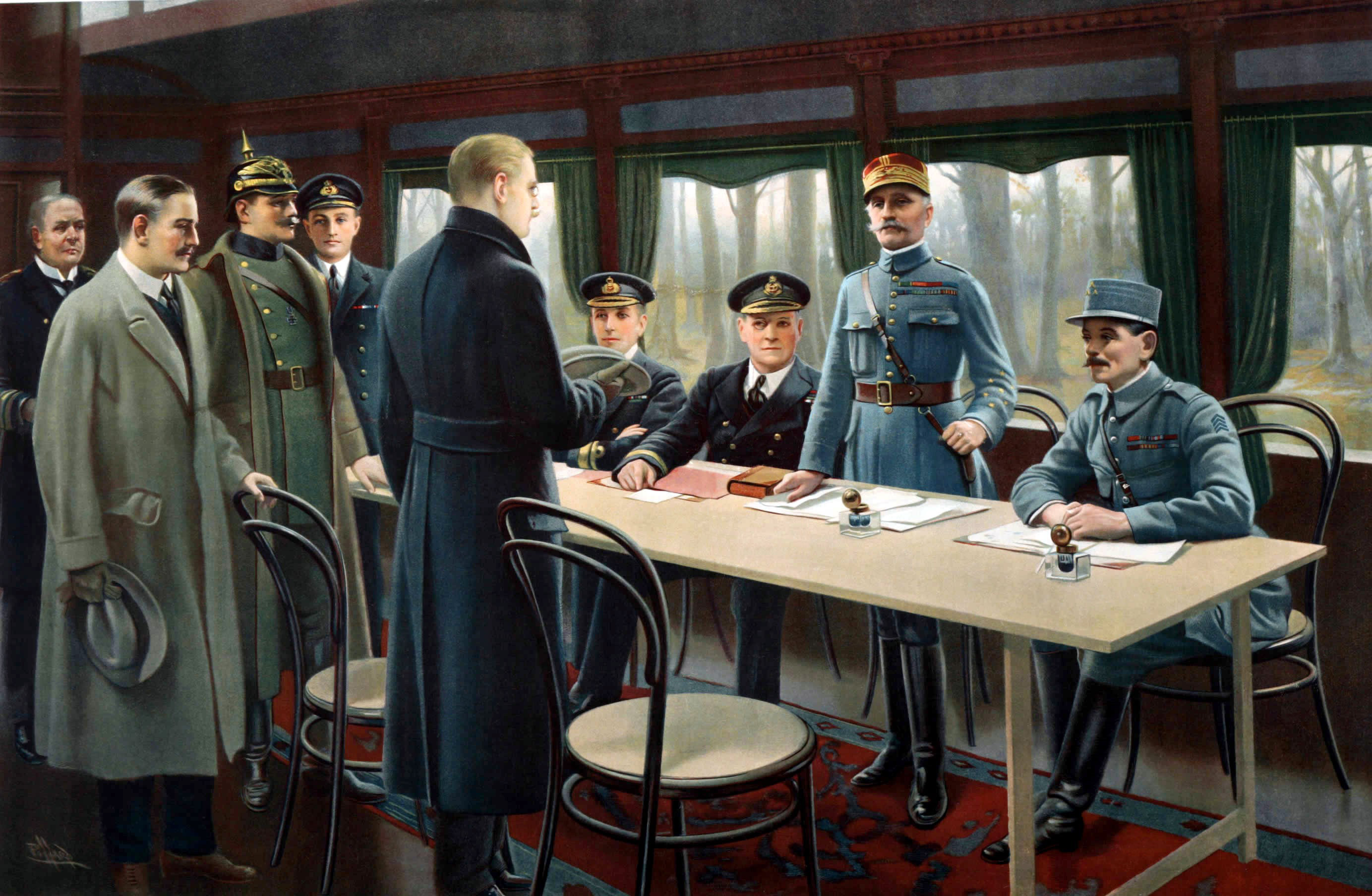
George Hope (vierter von rechts, sitzend) bei der Verabschiedung nach der Unterzeichnung des Waffenstillstandsabkommens vom 11. November 1918 in einem Eisenbahn-Salonwagen im Wald von Compiègne.

Am 3. April 1917 wurde Hope zum Konteradmiral (Rear-Admiral) befördert. Im Juni 1917 wurde er Leiter der Operationsabteilung der Marine (Director of Naval Operations) und hatte diese Funktion bis Januar 1918 inne. Anschließend wurde er im Januar 1918 Nachfolger von Vizeadmiral Sir Rosslyn Wemyss auf dem Posten als stellvertretender Erster Seelord (Deputy First Sea Lord). Dieser Posten wurde erst im Oktober 1917 neu geschaffen und von Vizeadmiral Wemyss bis Dezember 1917 besetzt. Hope besetzte diesen Posten innerhalb der Admiralität bis August 1919, woraufhin das Amt des stellvertretenden Ersten Seelords wieder abgeschafft wurde. Für seine Verdienste im Ersten Weltkrieg wurde er im Kriegsbericht erwähnt (Mentioned in dispatches). Am 3. Juni 1919 wurde er zum Knight Commander des Order of St Michael and St George (KCMG) geschlagen, so dass er fortan den Namenszusatz „Sir“ führte. Im August 1919 wurde Sir George Hope Kommandeur des 3. Leichten Kreuzergeschwaders (3rd Light Cruiser Squadron) und hatte dieses Amt bis Januar 1921 inne. In dieser Funktion erfolgte am 26. November 1920 auch seine Beförderung zum Vizeadmiral (Vice-Admiral). Am 1. Januar 1923 wurde er darüber hinaus zum Knight Commander des Order of the Bath (KCB) geschlagen.
Zuletzt wurde Sir George Hope im Februar 1923 Nachfolger von Konteradmiral Herbert Richmond als Präsident des Royal Naval Colleges in Greenwich. Er übte dieses Amt bis zu seinem Eintritt in den Ruhestand im Februar 1926 aus, woraufhin Admiral Sir Richard Webb seine Nachfolge antrat. Am 24. November 1925 wurde er zum Admiral befördert. Nach seinem Ausscheiden aus dem aktiven Militärdienst engagierte er sich von 1925 bis 1951 als Vorsitzender der Society for Nautical Research, deren Präsident er außerdem zwischen 1936 und 1951 war.

### Ehe und Nachkommen
George Price Webley Hope war seit dem 24. August 1899 mit der am 5. Mai 1945 verstorbenen Arabella Phillippa Sams verheiratet, Tochter von John Sutton Sams. Aus dieser Ehe gingen eine Tochter und ein Sohn hervor. Die Tochter Philippa Hope war mit Brigadegeneral (Brigadier) Alfred Geoffrey Neville verheiratet, dessen Vater George Neville ebenfalls Admiral der Royal Navy war. Sein Sohn Maurice Webley Hope war Offizier der Royal Artillery und zuletzt Brigadegeneral.